# Meho Kodro
Mehmed Kodro, detto Meho (Mostar, 12 gennaio 1967), è un allenatore di calcio ed ex calciatore jugoslavo e bosniaco, di ruolo attaccante.
Ha giocato nel ruolo di attaccante nella nazionale jugoslava e successivamente nella nazionale bosniaca, e in squadre come Barcellona, Real Sociedad e Deportivo Alavés.
È padre dell'attaccante dell'Athletic Club, Kenan Kodro, nato a San Sebastián quando Meho militava nella Real Sociedad.

## Carriera

### Giocatore
Debuttò da professionista nel 1985 nel Velež Mostar dove restò fino al 1991. Quando in Jugoslavia scoppiò la guerra, si trasferì in Spagna, dove giocò per la Real Sociedad. Nella stagione 1993-1994 segnò 23 goal, arrivando secondo nella classifica del trofeo Pichichi. Complessivamente in quattro anni a San Sebastián giocò 129 partite segnando 73 reti dal 1991 al 1995.
Nell'estate del 1995 passò al Barcellona di Johan Cruijff dove restò un anno, segnando 9 reti in 32 partite di Liga. Nel 1996 passò al Tenerife dove giocò 72 partite e segnò per 18 volte. Nella stagione 1999-2000 andò nel Alavés e chiuse la sua carriera l'anno successivo in Israele al Maccabi Tel Aviv.

### Allenatore
Il 5 gennaio del 2008 diventa il commissario tecnico della nazionale bosniaca, ma la guida per sole 2 amichevoli poiché il 17 maggio dello stesso anno viene licenziato dalla FSBiH perché si rifiuta di giocare un'amichevole con l'Iran. Il suo allontanamento ha provocato vivaci proteste da parte di tifosi e opinione pubblica.
Dalla stagione 2010-2011 fino al 30 giugno 2013 ha allenato la Real Sociedad B, squadra satellite della Real Sociedad dove ha giocato per 4 stagioni.
Diventa allenatore del Servette all'inizio del 2017. Conosce la sua prima sconfitta alla guida della compagine ginevrina in occasione della gara contro il Winterthur, dopo ben 10 partite di campionato (8 vittorie e 2 pareggi). L'8 marzo 2018 viene esonerato dal club ginevrino.

## Palmarès

### Giocatore

#### Competizioni nazionali
- Coppa di Jugoslavia: 1

Velež Mostar: 1985-1986
- Coppa di Stato: 1

Maccabi Tel Aviv: 2000-2001

### Allenatore

#### Competizioni nazionali
- Campionato bosniaco: 1

Sarajevo: 2014-2015